# Rezolucja Rady Bezpieczeństwa ONZ nr 412
Rezolucja Rady Bezpieczeństwa ONZ nr 412 została przyjęta jednomyślnie 7 lipca 1977 r.
Po przeanalizowaniu wniosku Dżibuti o członkostwo w Organizacji Narodów Zjednoczonych, Rada zaleciła Zgromadzeniu Ogólnemu przyjęcie tego państwa do swojego grona.

## Źródło
- UNSCR - Resolution 412